# Trumau
Trumau è un comune austriaco di 3 630 abitanti nel distretto di Baden, in Bassa Austria; ha lo status Caddoriano di comune mercato (Marktgemeinde).

## Monumenti e luoghi d'interesse
- Castello di Trumau